# ROH World Championship
Die ROH World Championship (zu deutsch ROH Weltmeisterschaft) ist der wichtigste Wrestlingtitel für Einzelwrestler von Ring of Honor. Der Titel ist ein World Heavyweight Title und wurde durch die Zusammenarbeit von Ring of Honor mit der Global Professional Wrestling Alliance auch schon in anderen Wrestlingligen verteidigt. Wie im Wrestling allgemein üblich erfolgt die Vergabe nach einer zuvor bestimmten Storyline. Seit dem Aufkauf von Ring of Honor durch Tony Khan, den Besitzer von All Elite Wrestling, wird der Titel auch bei All Elite Wrestling anerkannt und verteidigt.

## Geschichte
Low Ki besiegte Spanky, Christopher Daniels und Doug Williams in einem 60 Minuten Ironman-Match, um der erste Ring of Honor Champion zu werden. Dies passierte bei der Show Crowning a Champion am 27. Juli 2002.
Bisher hatte Samoe Joe die längste Titelregentschaft, er hielt den Titel für 21 Monate und 4 Tage, insgesamt 645 Tage. Während dieser Zeit wurde aus dem ROH Title der ROH World Title, nachdem Samoe Joe den Titel in England am 17. Mai 2003 bei einer Show der Frontier Wrestling Alliance namens Frontiers of Honor erfolgreich verteidigte. Seitdem wurde der Titel neben den USA in Deutschland, Kanada, Schweiz, Österreich, Mexiko und Japan verteidigt.
Am 12. August 2006 wurde der ROH Pure Championship mit dem ROH World Title vereinigt, nachdem es zu einem Unification-Kampf zwischen dem damaligen World Champion Bryan Danielson und dem damaligen Pure Champion Nigel McGuinness kam. Danielson konnte dieses Match für sich entscheiden und vereinigte anschließend beide Titel.
Bis heute haben Bryan Danielson und Nigel McGuinness die meisten Titelverteidigungen hinter sich mit insgesamt 38 (Danielson: 33 Siege, 1 Niederlage, 3 Time-Limit-Unentschieden und eine Double-Disqualification / McGuinness: 34 Siege, 3 Niederlagen, 1 Time-Limit-Unentschieden). In den meisten Ländern haben Austin Aries und Nigel McGuinness den Titel verteidigt. Aries setzte den Titel in den USA, Kanada, Schweiz, Österreich und Mexiko aufs Spiel, während McGuinness den Titel bisher in den USA, Kanada, Irland, Italien und Japan verteidigte.

## Aktueller Titelträger
Der derzeitige Titelträger ist Eddie Kingston in seiner ersten Regentschaft. Er besiegte am 20. September 2023 Claudio Castagnoli in einem Titel-Match bei AEW Dynamite Grand Slam.

## Liste der Titelträger
| #  | Champion            | Nr. | Tage | Datum des Titelgewinns | Ort                        | Veranstaltung               | Bemerkung |
| -- | ------------------- | --- | ---- | ---------------------- | -------------------------- | --------------------------- | --- |
| 1  | Low Ki              | 1   | 56   | 27. Juli 2002          | Philadelphia, PA           | Crowning a Champion         | Gewann ein 60-minütiges Iron-Man-4-Way-Match um den neu geschaffenen Titel, an dem auch Christopher Daniels, Doug Williams und Spanky beteiligt waren.                                                                                         |
| 2  | Xavier              | 1   | 182  | 21. September 2002     | Philadelphia, PA           | Unscripted                  | |
| 3  | Samoa Joe           | 1   | 645  | 22. März 2003          | Philadelphia, PA           | Night of Champions          | Der Titel wurde am 17. Mai 2003 in ROH World Championship umbenannt, nachdem Samoa Joe ihn in London, England verteidigt hatte. |
| 4  | Austin Aries        | 1   | 174  | 26. Dezember 2004      | Philadelphia, PA           | Final Battle 2004           | |
| 5  | CM Punk             | 1   | 55   | 18. Juni 2005          | Morristown, NJ             | Death Before Dishonor III   | |
| 6  | Jamie Noble         | 1   | 36   | 12. August 2005        | Dayton, OH                 | Redemption                  | Dies war ein Fatal-4-Way-Match, an dem auch Christopher Daniels und Samoa Joe beteiligt waren. |
| 7  | Daniel Bryan        | 1   | 462  | 17. September 2005     | Long Island, NY            | Glory by Honor IV           | Der Titel wurde am 12. August 2006 mit der ROH Pure Championship vereinigt, nachdem Bryan Danielson ihn gegen Nigel McGuinness verteidigt hatte.                                                                                               |
| 8  | Homicide            | 1   | 56   | 23. Dezember 2006      | Manhattan, NY              | Final Battle 2006           | |
| 9  | Takeshi Morishima   | 1   | 231  | 17. Februar 2007       | Philadelphia, PA           | Fifth Year Festival: Philly | |
| 10 | Nigel McGuinness    | 1   | 545  | 6. Oktober 2007        | Edison, NJ                 | Undeniable                  | |
| 11 | Jerry Lynn          | 1   | 71   | 3. April 2009          | Houston, TX                | Supercard of Honor IV       | |
| 12 | Austin Aries        | 2   | 245  | 13. Juni 2009          | Manhattan, NY              | Manhattan Mayhem III        | Dies war ein 3-Way-Elimination-Match, an dem auch Tyler Black beteiligt war. |
| 13 | Seth Rollins        | 1   | 210  | 13. Februar 2010       | Manhattan, NY              | 8th Anniversary Show        | |
| 14 | Roderick Strong     | 1   | 189  | 11. September 2010     | Manhattan, NY              | Glory By Honor IX           | Dies war ein No-Disqualification-Match. |
| 15 | Eddie Edwards       | 1   | 99   | 19. März 2011          | Manhattan, NY              | Manhattan Mayhem IV         | |
| 16 | Davey Richards      | 1   | 321  | 26. Juni 2011          | Manhattan, NY              | The Best in the World       | |
| 17 | Kevin Owens         | 1   | 328  | 12. Mai 2012           | Toronto, CAN               | Border Wars                 | |
| 18 | Jay Briscoe         | 1   | 89   | 5. April 2013          | New York City, NY          | Supercard of Honor VII      | |
| –  | Titel vakant        | –   | 79   | 3. Juli 2013           | N/A                        | –                           | Der Titel wurde für vakant erklärt, da Jay Briscoe ihn aufgrund einer Verletzung nicht mehr verteidigen konnte. |
| 19 | Adam Cole           | 1   | 275  | 20. September 2013     | Philadelphia, PA           | Death Before Dishonor XI    | Gewann ein Turnier um den vakanten Titel. |
| 20 | Micheal Elgin       | 1   | 75   | 22. Juni 2014          | Nashville, TN              | Best in the World 2014      | |
| 21 | Jay Briscoe         | 2   | 286  | 6. September 2014      | Toronto, CAN               | All Star Extravaganza 6     | |
| 22 | Jay Lethal          | 1   | 427  | 19. Juni 2015          | New York City, NY          | Best in the World           | Dies war ein Title-vs.-Title-Match. |
| 23 | Adam Cole           | 2   | 105  | 19. August 2016        | Las Vegas, NV              | Death Before Dishonor XIV   | |
| 24 | Kyle O’Reilly       | 1   | 33   | 2. Dezember 2016       | New York City, NY          | Final Battle '16            | Dies war ein No-Disqualification-Match. |
| 25 | Adam Cole           | 3   | 65   | 4. Januar 2017         | Tokio, JPN                 | NJPW Wrestling Kingdom 11   | |
| 26 | Christopher Daniels | 1   | 106  | 10. März 2017          | Las Vegas, Nevada          | 15th Anniversary Show       | |
| 27 | Cody                | 1   | 175  | 23. Juni 2017          | Lowell, Massachusetts      | Best in the World 2017      | |
| 28 | Dalton Castle       | 1   | 197  | 15. Dezember 2017      | New York City, New York    | Final Battle '17            | |
| 29 | Jay Lethal          | 2   | 280  | 30. Juni 2018          | Fairfax, Virginia          | ROH TV-Tapings              | Dies war ein 4 Way-Match, in welches auch Cody und Matt Taven involviert waren. |
| 30 | Matt Taven          | 1   | 174  | 6. April 2019          | New York City, New York    | G1 Supercard                | Dies war ein Ladder Match, in welches auch Marty Scurll involviert war. |
| 31 | Rush                | 1   | 77   | 27. September 2019     | Las Vegas, Nevada          | Death Before Dishonor XVII  | |
| 32 | PCO                 | 1   | 78   | 13. Dezember 2019      | Baltimore, Maryland        | Final Battle 2019           | Es handelte sich um ein Friday the 13th Massacre-No-DQ-Match. |
| 33 | Rush                | 2   | 498  | 29. Februar 2020       | St. Charles, Missouri      | Gateway to Honor            | Triple-Threat-Match mit Mark Haskins |
| 34 | Bandido             | 1   | 152  | 11. Juli 2021          | Baltimore, Maryland        | Best in the World           | |
| –  | Titel vakant        | –   |      | 10. Dezember 2021      | –                          | –                           | Der Titel wurde für vakant erklärt, da Bandido positiv auf Covid-19 getestet wurde und seinen Titel daher nicht verteidigen konnte. |
| 35 | Jonathan Gresham    | 1   | 224  | 11. Dezember 2021      | Baltimore, Maryland        | Final Battle                | Besiegte Jay Lethal in einem Match um den vakanten Titel. Jedoch hielt Bandido weiterhin den personalisierten Gürtel. So kam es am 1. April 2022 bei der Supercard of Honor zu einem Match, um den unumstrittenen World Champion zu bestimmen. |
| 36 | Claudio Castagnoli  | 1   | 60   | 23. Juli 2022          | Lowell, Massachusetts      | Death Before Dishonor       | [ 8 ] |
| 37 | Chris Jericho       | 1   | 80   | 21. September 2022     | New York City, New York    | AEW Dynamite Grand Slam     | |
| 38 | Claudio Castagnoli  | 2   | 284  | 10. Dezember 2022      | Dallas, Texas              | ROH Final Battle            | |
| 39 | Eddie Kingston      | 1   | 198  | 20. September 2023     | New York City, New York    | AEW Dynamite Grand Slam     | Dies war ein Title-vs.-Title-Match, in welchem Eddie Kingston auch seine NJPW Strong Openweight-Championship aufs Spiel setzte. |
| 40 | Mark Briscoe        | 1   | 201  | 5. April 2024          | Philadelphia, Pennsylvania | Supercard of Honor          | |
| 41 | Chris Jericho       | 2   | 165  | 23. Oktober 2024       | Salt Lake City, Utah       | AEW Dynamite                | Sieger eines Ladder War Match. |
| 42 | Bandido             | 2   | 56+  | 6. April 2025          | Philadelphia, Pennsylvania | Dynasty                     | Sieger eines Titel vs. Mask Match. |

## Titelstatistiken

### Rekorde
| Rekord                  | Rekordhalter      | Einheit               |
| ----------------------- | ----------------- | --------------------- |
| Meiste Titelgewinne     | Adam Cole         | 3 Mal                 |
| Längste Regentschaft    | Samoa Joe         | 645 Tage              |
| Kürzeste Regentschaft   | Kyle O’Reilly     | 33 Tage               |
| Ältester Champion       | Chris Jericho     | 53 Jahre und 349 Tage |
| Jüngster Champion       | Low Ki            | 23 Jahre und 15 Tage  |
| Schwerster Titelträger  | Takeshi Morishima | 150 Kilogramm         |
| Leichtester Titelträger | Jonathan Gresham  | 73 Kilogramm          |

### Per Wrestler
| Rang | Wrestler            | Anzahl | Tage |
| ---- | ------------------- | ------ | ---- |
| 1    | Jay Lethal          | 2      | 707  |
| 2    | Samoa Joe           | 1      | 645  |
| 3    | Rush                | 2      | 575  |
| 4    | Nigel McGuinness    | 1      | 545  |
| 5    | Bryan Danielson     | 1      | 462  |
| 6    | Adam Cole           | 3      | 445  |
| 7    | Austin Aries        | 2      | 419  |
| 8    | Jay Briscoe         | 2      | 375  |
| 9    | Claudio Castagnoli  | 2      | 344  |
| 10   | Kevin Steen         | 1      | 328  |
| 11   | Davey Richards      | 1      | 321  |
| 12   | Chris Jericho       | 1      | 210  |
| 13   | Takeshi Morishima   | 1      | 231  |
| 14   | Jonathan Gresham    | 1      | 224  |
| 15   | Tyler Black         | 1      | 210  |
| 16   | Bandido             | 1      | 208+ |
| 17   | Mark Briscoe        | 1      | 201  |
| 18   | Eddie Kingston      | 1      | 198  |
| 19   | Dalton Castle       | 1      | 197  |
| 20   | Roderick Strong     | 1      | 189  |
| 21   | Xavier              | 1      | 182  |
| 22   | Cody                | 1      | 175  |
| 23   | Matt Taven          | 1      | 174  |
| 24   | Christopher Daniels | 1      | 105  |
| 25   | Eddie Edwards       | 1      | 99   |
| 26   | PCO                 | 1      | 78   |
| 27   | Michail Elgin       | 1      | 76   |
| 28   | Jerry Lynn          | 1      | 71   |
| 29   | Homicide            | 1      | 56   |
| 29   | Low Ki              | 1      | 56   |
| 31   | CM Punk             | 1      | 55   |
| 32   | James Gibson        | 1      | 36   |
| 33   | Kyle O’Reilly       | 1      | 33   |